# 烏利蒂克 (印第安納州)
烏利蒂克（英語：Oolitic）是一個位於美國印地安納州勞倫斯縣的城鎮。

## 人口
根據2010年美國人口普查的數據，烏利蒂克的面積為1.73平方千米，當中陸地面積為1.73平方千米，而水域面積為0.00平方千米。當地共有人口1184人，而人口密度為每平方千米684人。